# 사철나무
사철나무는 노박덩굴과의 나무이다. 학명은 Euonymus japonicus이다.

## 생태
한국·일본·중국 원산이며 늘푸른 작은키나무다. 사철 잎이 푸르다고 이름이 사철나무이다. 난대 지방에서 자란다. 키는 3~5m쯤 되며 생울타리로 많이 심어 기르며 추위와 공해에 강하다. 나무껍질은 흑갈색으로 얕게 갈라진다. 잎은 마주나고 타원 모양이며 가죽질이다. 길이 3~7cm, 너비는 3~4cm 정도이고 가장자리에 둔한 톱니가 있다. 6~7월에 잎겨드랑이의 취산꽃차례에 자잘한 황록색 꽃이 모여 달린다. 열매는 삭과인데 굵은 콩알만하고 진한 붉은 색으로 익는다. 겨울이 되면 열매껍질이 네 조각으로 갈라지고 속에서 빨간 씨가 나온다.

## 비슷한 나무
덩굴나무인 줄사철나무(Euonymus fortunei var. radicans)와 사철나무의 원예 품종으로 잎 길이가 사철나무보다 긴 긴잎사철, 잎에 흰색 줄이 있는 은테사철, 잎 가장자리가 노란 금테사철이 있다.

## 사진

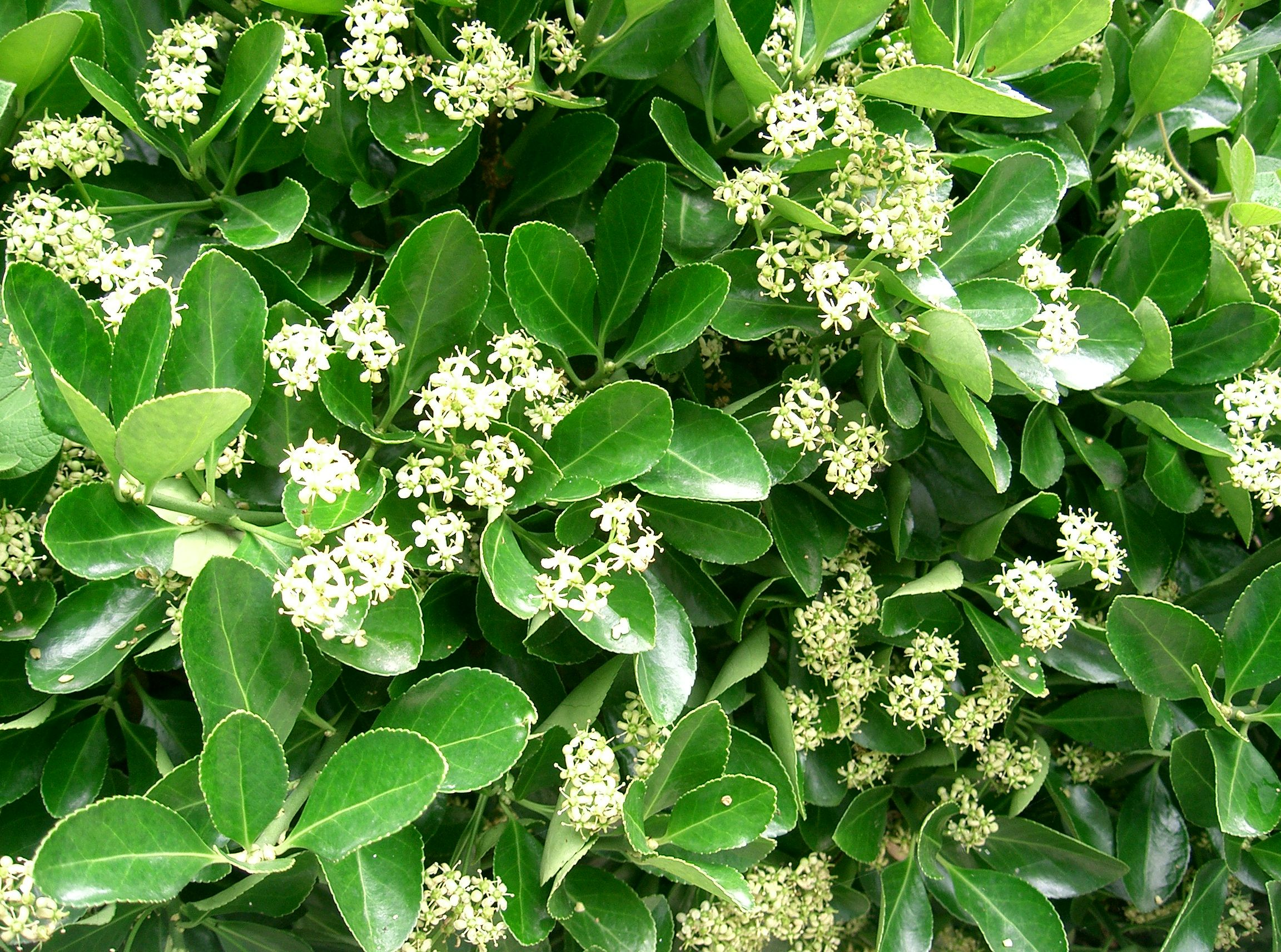
꽃
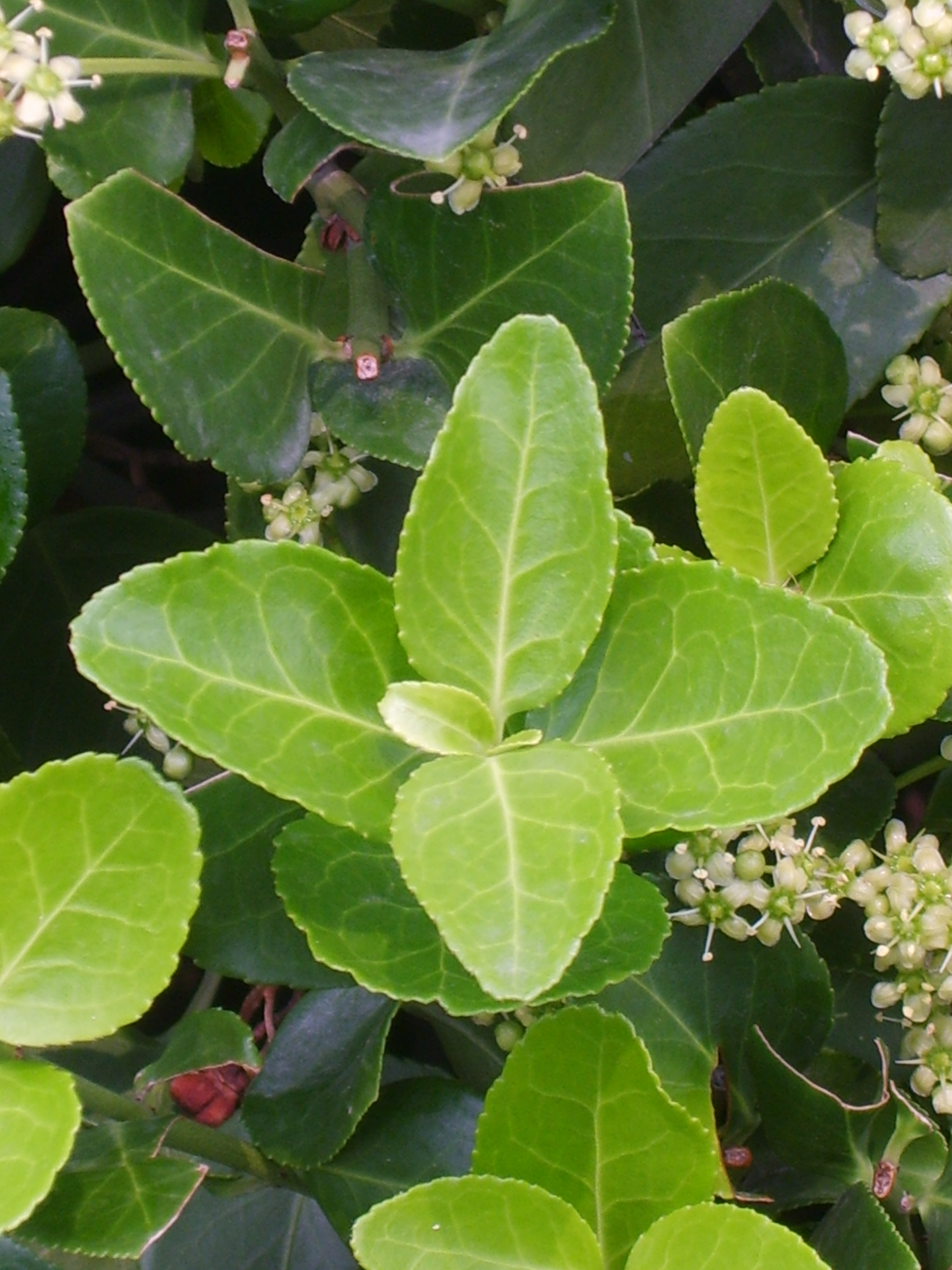
잎
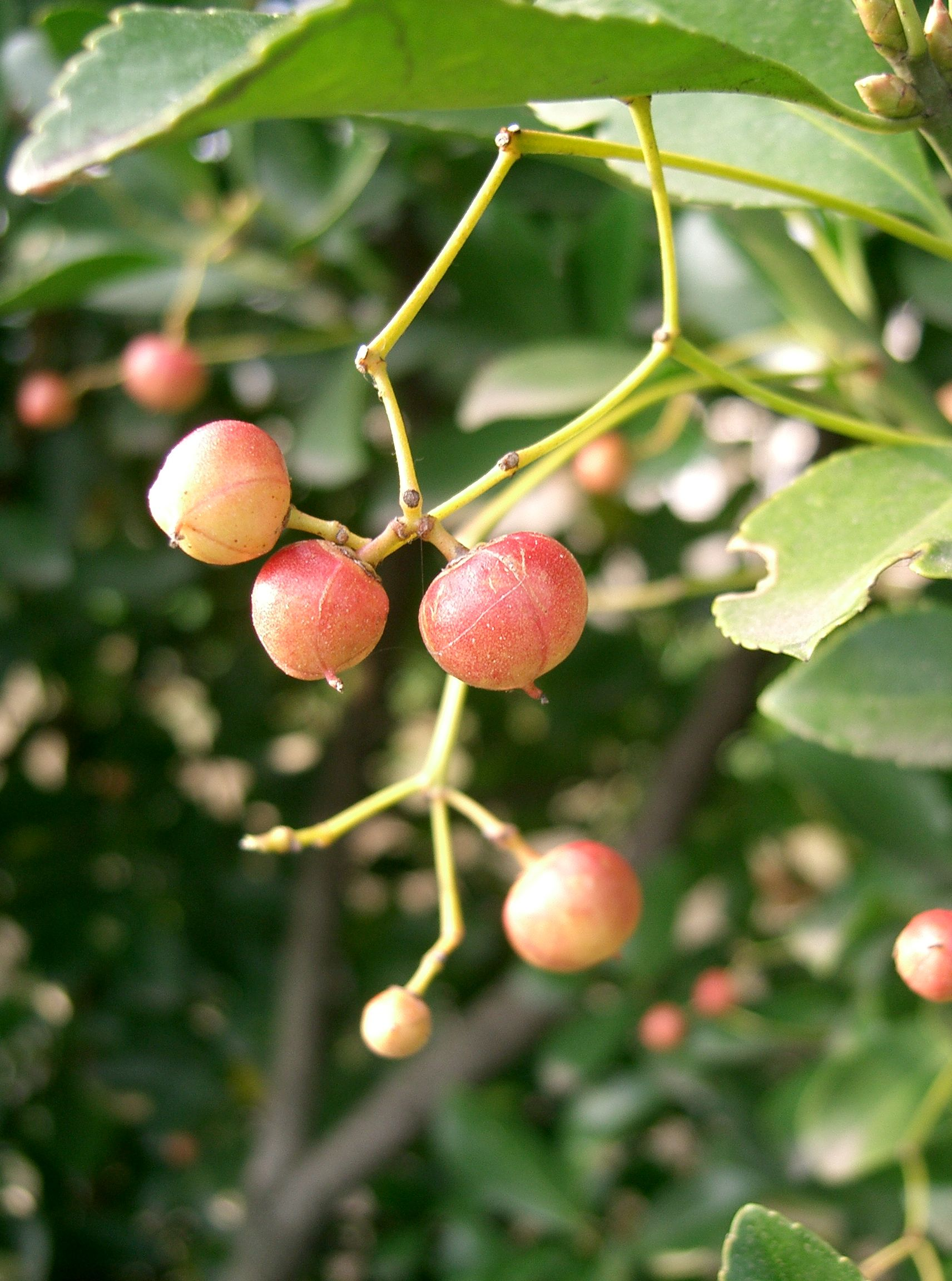
열매
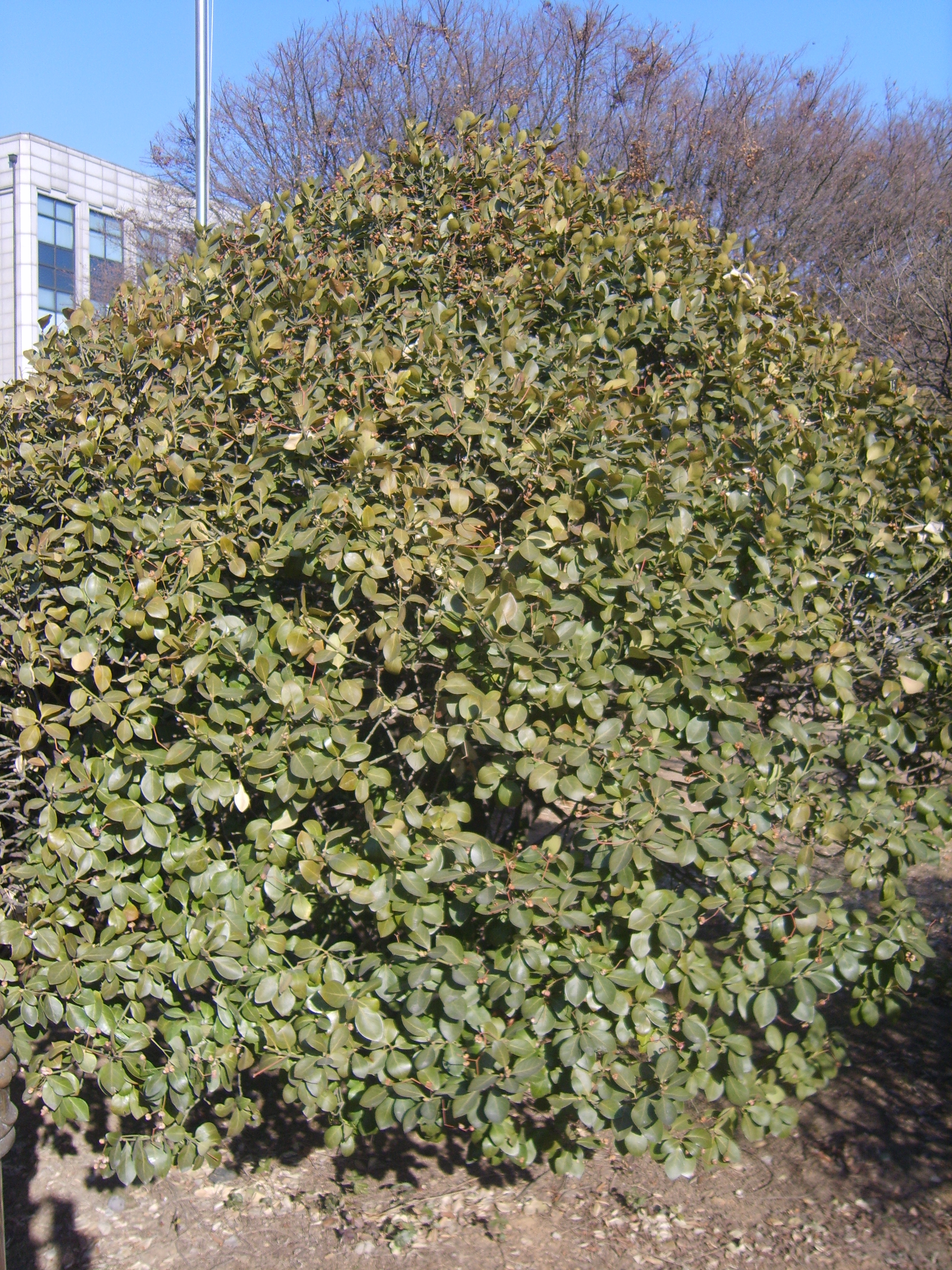
겨울 나는 사철나무
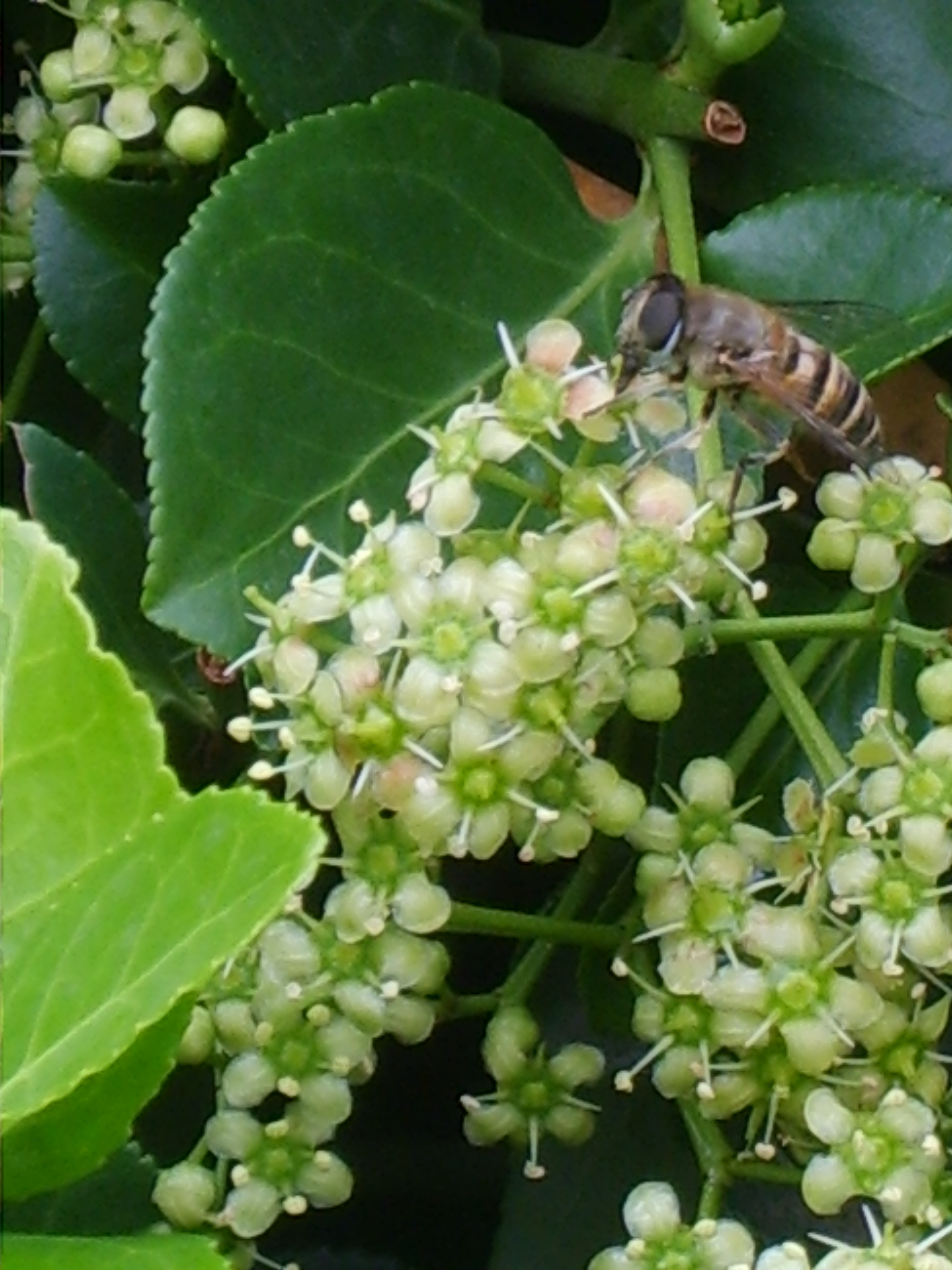
꽃과 벌

## 참고 문헌
- 김용식; 송근준; 안영희; 오구균; 이경재; 이유미 (2000). 《조경수목 핸드북》. 광일문화사. ISBN 89-85243-25-X.
- 윤주복 (2004). 《나무 쉽게 찾기》. 진선출판사. ISBN 978-89-7221-414-4.
- 박상진 (2001). 《궁궐의 우리 나무》. 눌와. ISBN 89-950852-6-6.